# Reserva Natural de Wadi Gaza

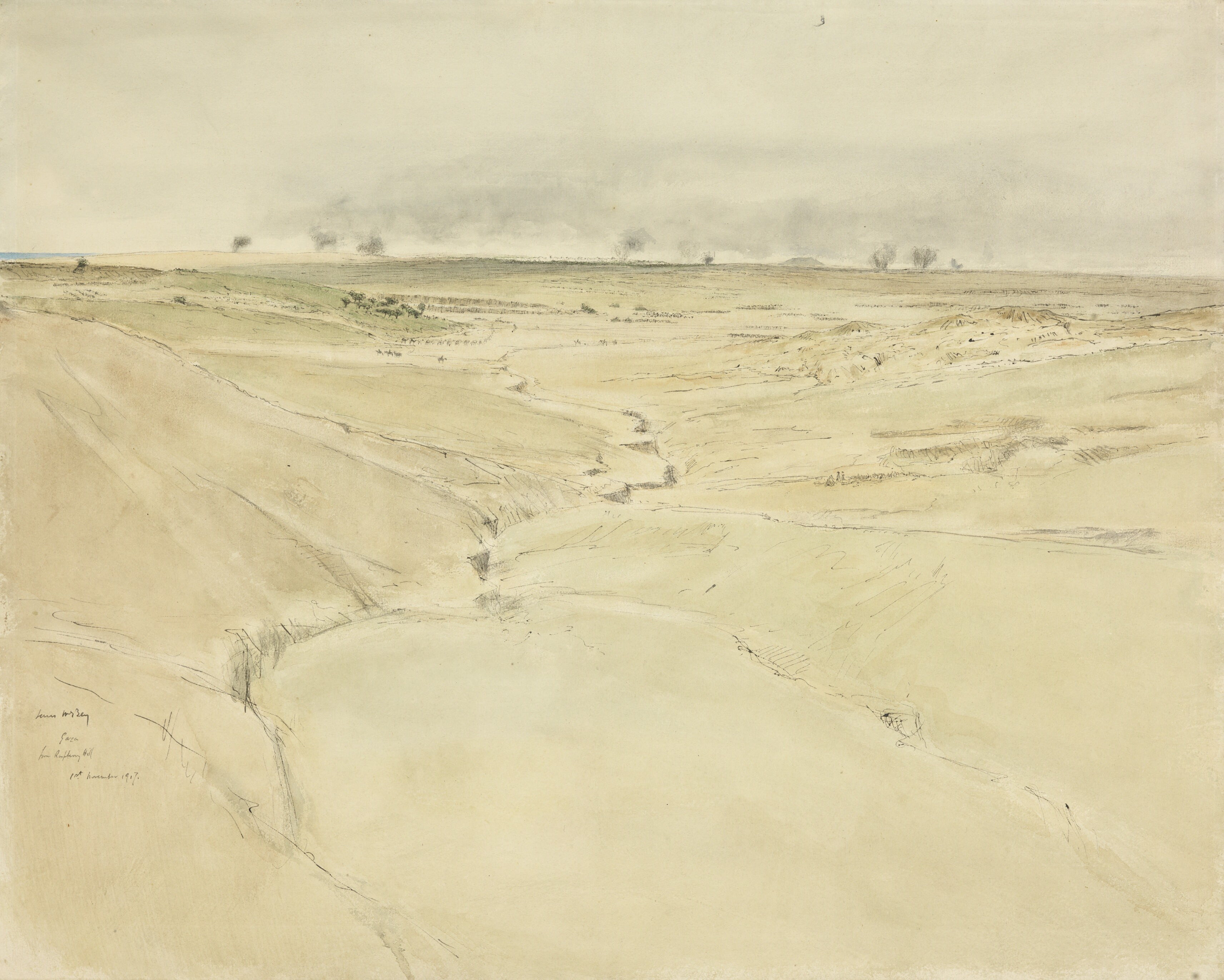
Una pintura de 1917 del Wadi Gaza.

La Reserva Natural de Wadi Gaza es una reserva natural de la Franja de Gaza, declarada como tal por la Autoridad de Calidad Ambiental de la Autoridad Nacional Palestina en junio de 2000. Se limita al curso del río Habesor (o wadi Gaza) y sus llanuras aluviales y riberas dentro de la Franja de Gaza.
Anteriormente, el curso del río Habesor fue reconocido como un área importante para la conservación de las aves, siendo un punto de parada en una importante ruta migratoria durante las migraciones de aves entre el norte del Paleártico y África.
Los Humedales Costeros de Wadi Gaza están en la lista tentativa (presentada en abril de 2012) para su inclusión en la Lista del Patrimonio Mundial de la UNESCO.
La necesidad de proteger la zona se documentó por primera vez en 1998. El trabajo de investigación posterior identificó el alcance de la protección necesaria de los hábitats únicos de la zona. La zona inicialmente seleccionada incluía franjas de tierra más amplias alrededor del río, pero bajo la presión local, protegió una zona mucho más restringida.
La zona es el único humedal costero de Gaza con una diversidad biológica única y uno de los pocos humedales en la costa mediterránea más oriental, el cual se encuentra bajo presión debido a las actividades humanas y al desarrollo territorial.
El curso del río Habesor a través de la Franja de Gaza recorre alrededor de 9 km de una longitud total de 105 km y tiene ocho cambios importantes en su ruta. Su ancho dentro de Gaza varía entre 20 y 270 m y su punto más ancho se encuentra ubicado en la boca ubicada aproximadamente a 31°27′51″N 34°22′34″E / 31.464057, 34.376179.
Hacia el norte, el wadi limita con las tierras de las autoridades locales de Al-Zahra, Al-Mughraqa y el consejo de la aldea de Wadi Gaza. Hacia el sur, limita con los campos de refugiados de Nuseirat y Bureij.